# Kitchen Point
Der Kitchen Point (englisch; in Chile Punta Labbé; in Argentinien Punta Cocina von spanisch cocina, deutsch ‚Küche‘, englisch kitchen) ist das Ostkap von Tirizis Island im Archipel der Südlichen Shetlandinseln. Die flache und felsige Landspitze liegt 8,8 km südwestlich des Harmony Point von Nelson Island. Vor dem Rückzug der Eismassen zu Beginn des 21. Jahrhunderts wurde sie Robert Island zugeordnet.
Wissenschaftler der 1. Chilenischen Antarktisexpedition (1946–1947) benannten sie nach Custodio Labbé Lippi († 1998), Navigationsoffizier des Transportschiffs Angamos bei dieser Forschungsreise. Luftaufnahmen entstanden zwischen 1956 und 1957 bei der Falkland Islands and Dependencies Aerial Survey Expedition. Da es zu jener Zeit bereits eine gleichnamige Landspitze in der Discovery Bay von Greenwich Island gab, änderte das UK Antarctic Place-Names Committee die Benennung im Jahr 1962. Neuer Namensgeber ist Kapitän Joseph Kitchen, Schiffsführer des Robbenfängers Ann aus Liverpool, der zwischen 1821 und 1822 in den Gewässern um die Südlichen Shetlandinseln operiert hatte.